# USS Astoria (CA-34)
O USS Astoria foi um cruzador pesado operado pela Marinha dos Estados Unidos e a segunda embarcação da Classe New Orleans, depois do USS New Orleans e seguido pelo USS Minneapolis, USS Tuscaloosa, USS San Francisco, USS Quincy e USS Vincennes. Sua construção começou em setembro de 1930 no Estaleiro Naval de Puget Sound e foi lançado ao mar em dezembro de 1933, sendo comissionado na frota em abril do ano seguinte. Era armado com uma bateria principal composta por nove canhões de 203 milímetros montados em três torres de artilharia triplas, tinha um deslocamento carregado de mais de doze mil toneladas e alcançava uma velocidade máxima de 32 nós.
O Astoria passou seus primeiros anos de carreira em relativa tranquilidade e ocupado principalmente com exercícios de rotina, servindo na Costa Oeste dos Estados Unidos e no Sudeste Asiático. Os Estados Unidos entraram na Segunda Guerra Mundial no final de 1941 e o cruzador foi colocado para atuar na escolta de porta-aviões, desempenhando estação função durante a Batalha do Mar de Coral em maio de 1942 e na Batalha de Midway em junho. Depois disso foi colocado para atuar em operações em apoio à Campanha de Guadalcanal, participando na noite de 8 para 9 agosto da Batalha da Ilha Savo. Nesta, o Astoria foi afundado depois de ser alvejado várias vezes por navios japoneses.